# (38383) 1999 RF176
1999 RF176 (asteroide 38383) é um asteroide da cintura principal. Possui uma excentricidade de 0.00841480 e uma inclinação de 11.66636º.
Este asteroide foi descoberto no dia 9 de setembro de 1999 por LINEAR em Socorro.